# Edgar Mann
Edgar Mann (* 22. Mai 1961 in Aalen) ist ein deutscher Komponist und Pianist.

## Leben
Edgar Manns musikalische Ausbildung begann 1969 mit seinem ersten Klavierunterricht. Im Jahr 1972 entstand die erste Komposition Etüde für Klavier des Elfjährigen. Zu den für seine Förderung bedeutenden Lehrerinnen und Lehrern zählte die Klavierpädagogin Karla Spolwig. Bei Achill Stein begann nach Abschluss seines Abiturs am Staatlichen Aufbaugymnasium in Schwäbisch Gmünd sein Unterricht in Kontrapunkt, Harmonielehre und Klavier. Ab 1982 bereitete Henning Brauel den jungen Komponisten auf die Aufnahmeprüfung für die Musikhochschule vor.
Edgar Mann begann 1984 an der Hochschule für Musik und Theater in Hamburg mit seinem Studium bei Frank Corcoran und führte es ein Jahr später bei Christoph Hohlfeld fort. In seinem künstlerischen Hauptfach Klavier wurde er von Brigitte Kriete-Ahringsmann unterrichtet. Er war Stipendiat der Oskar-und-Vera-Ritter-Stiftung. Im Jahr 1992 schloss er sein Studium mit dem Diplom im Fach Komposition und Musiktheorie sowie als Diplommusiklehrer für Komposition und Musiktheorie ab. Daraufhin setzte er seine vorangegangenen Kompositionsstudien bei Henning Brauel fort. Diesmal lag sein Studienschwerpunkt auf Instrumentationstechniken. Es entstand die Sinfonie für großes Orchester. In einem anschließenden Studienjahr in Rom komponierte er und unterrichtete Klavier.
Seit 1994 lebt Edgar Mann als freischaffender Komponist und Musiklehrer für Klavier, Musiktheorie und Komposition in seiner Heimatstadt Aalen. Mit dem Pianisten und Musikschulleiter der Städtischen Musikschule Bopfingen Gebhard Schmid gründete er 1995 ein Klavierduo, dessen Schwerpunkt auf Neuer Musik liegt. Das Duo tritt meist mit Gastmusikern auf. Neben Originalliteratur spielen sie auch von Edgar Mann für die jeweiligen Besetzungen eingerichtete Bearbeitungen.
Edgar Mann inspirieren oftmals lyrische Werke im Sinne einer Vertonung oder einer synästhetischen Auseinandersetzung. Kunst, wie auch die Musik selbst, dient ihm als Tandem hin zur Entstehung seiner Werke, so auch Literatur, Bildende Kunst und Naturereignisse. Kennzeichnend für die Harmonik Manns ist die Suche nach neuen, dennoch historisch gewachsenen Strukturen jenseits der Dur-Moll-Tonalität.
Edgar Manns Werk umfasst Solostücke, Kammermusik, Orchesterwerke, Lieder, Theatermusiken, Tonstudioproduktionen, Instrumentationen und Bearbeitungen von Stücken anderer Komponisten.